# I pioppi (serie di Monet)

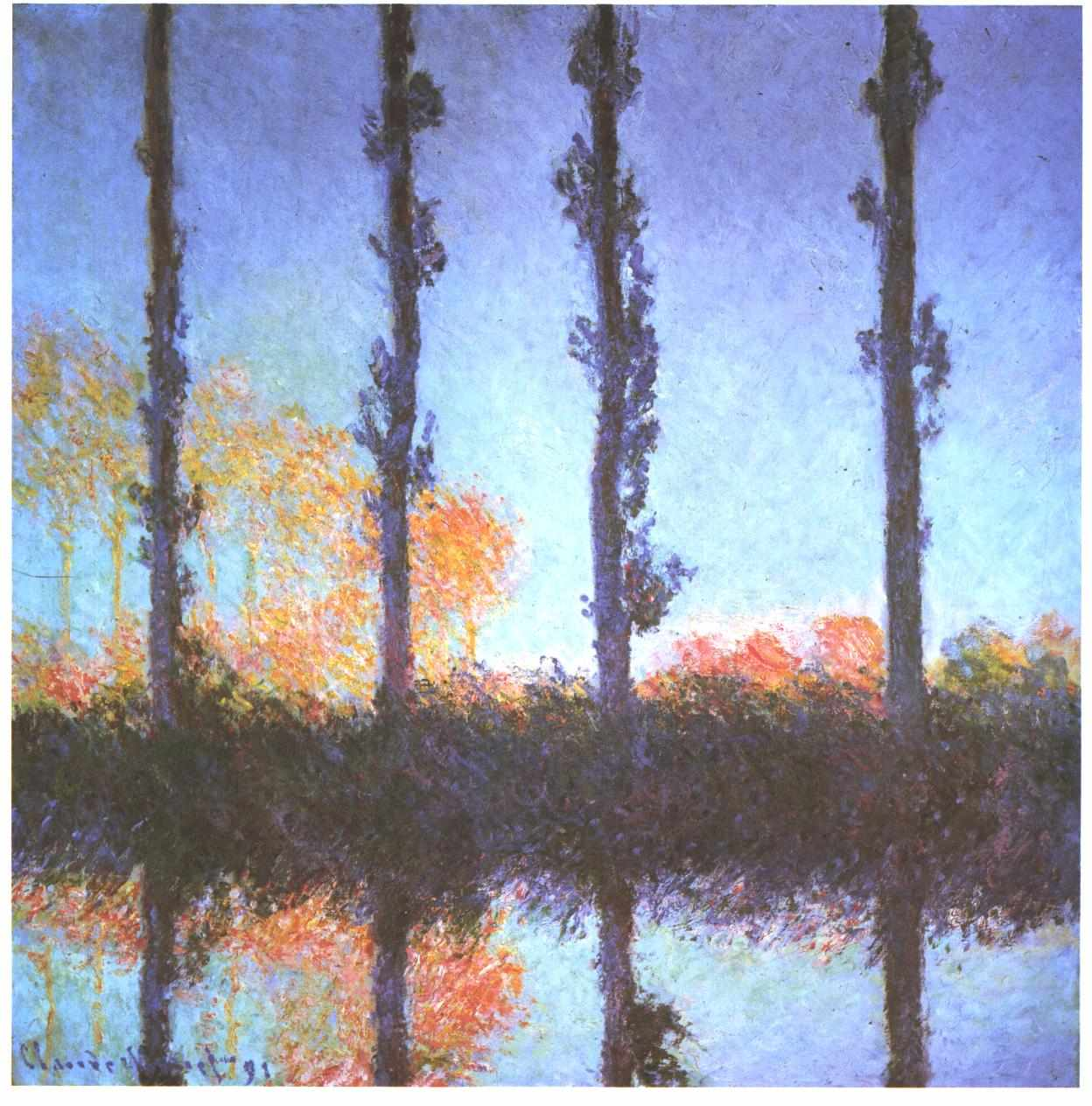
I quattro alberi [W1309], 1891, 81,9 × 81,6 cm, Metropolitan Museum of Art.

I Pioppi è il titolo di una serie di ventiquattro dipinti impressionisti di Claude Monet, realizzati dall'estate all'autunno 1891 (W1291-1313, secondo la numerazione adottata da Daniel Wildenstein, nel Catalogue raisonné delle opere di Claude Monet), tra la serie dei Covoni, completata nei primi mesi del 1891, e quella della Cattedrale di Rouen, iniziata nel febbraio 1892.
Dipinti direttamente sul posto, i ventiquattro quadri hanno come soggetto una fila di pioppi lungo il fiume Epte, affluente della Senna, nel comune di Limetz (oggi Limetz-Villez), a due chilometri dalla proprietà di Claude Monet a Giverny.

## Storia

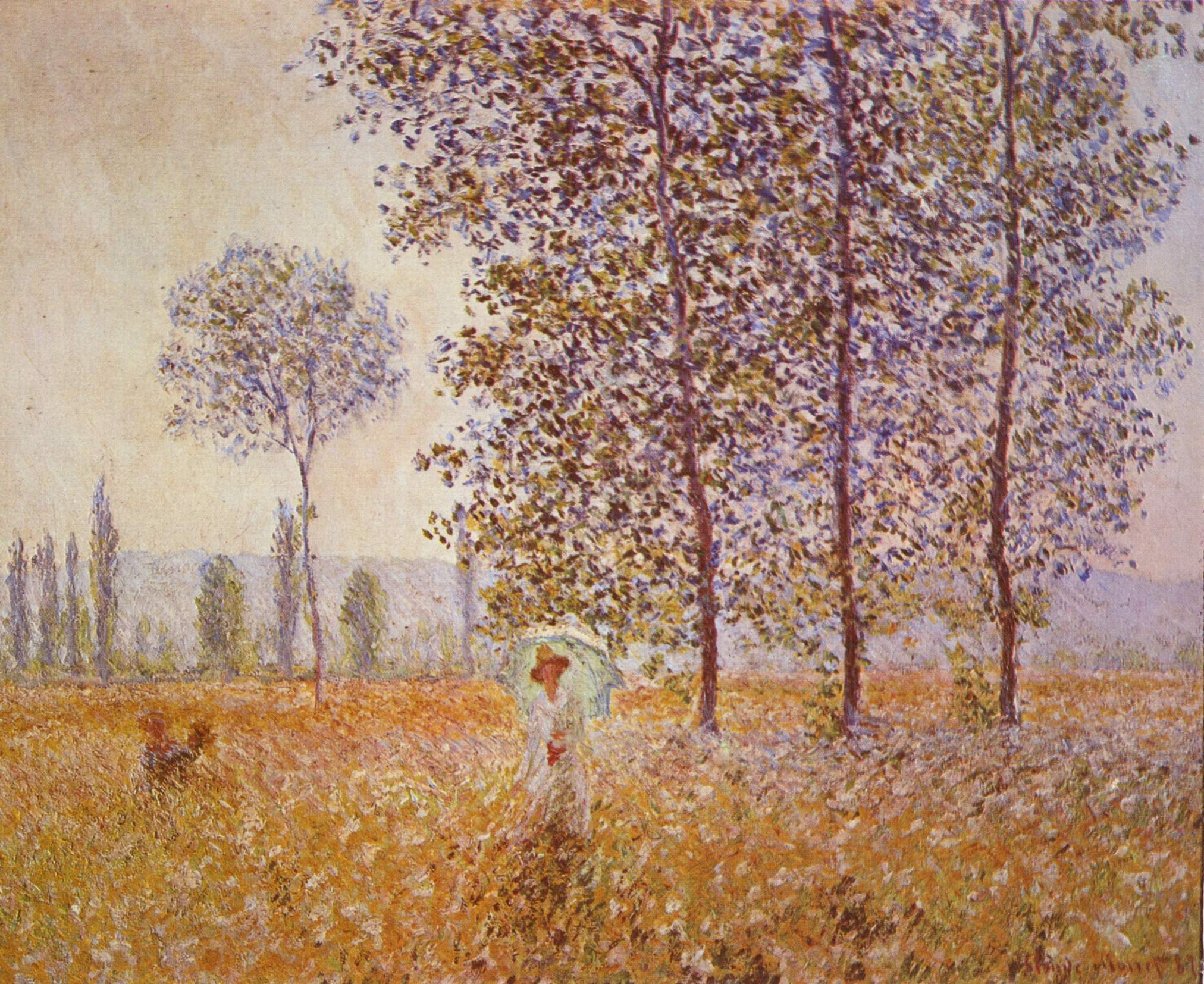
Sotto i pioppi, effetto di sole, 1887, 74x93cm, Staatsgalerie Stuttgart.

Dopo essersi trasferito a Giverny, Monet aveva già potuto notare la silhouette alta dei pioppi, e rappresentarli sullo sfondo di alcuni dei suoi quadri o nel mezzo di un campo in una scena della famiglia in passeggiata (W1135-W1136), o, più radicalmente, come motivo principale in due dipinti che preannunciano la serie del 1891 (W1155-1156). È nella primavera del 1891, appena terminata la serie dei Covoni, che Monet si impegna nuovamente su un unico soggetto, la fila di pioppi che segue il corso sinuoso dell'Epte, vicino alle paludi comunali di Limetz. All'inizio dell'estate, tuttavia, egli nota che i pioppi sono stati contrassegnati per l'abbattimento, quindi va dal sindaco, e dal commerciante di legname che li ha acquistati, offrendo del denaro per rimandare l'abbattimento, finché non avrà finito i suoi dipinti, o almeno gli studi preparatori. Continuerà a dipingere in loco fino al novembre 1891, poi completerà i quadri nel suo atelier.

## Influenza dell'arte giapponese

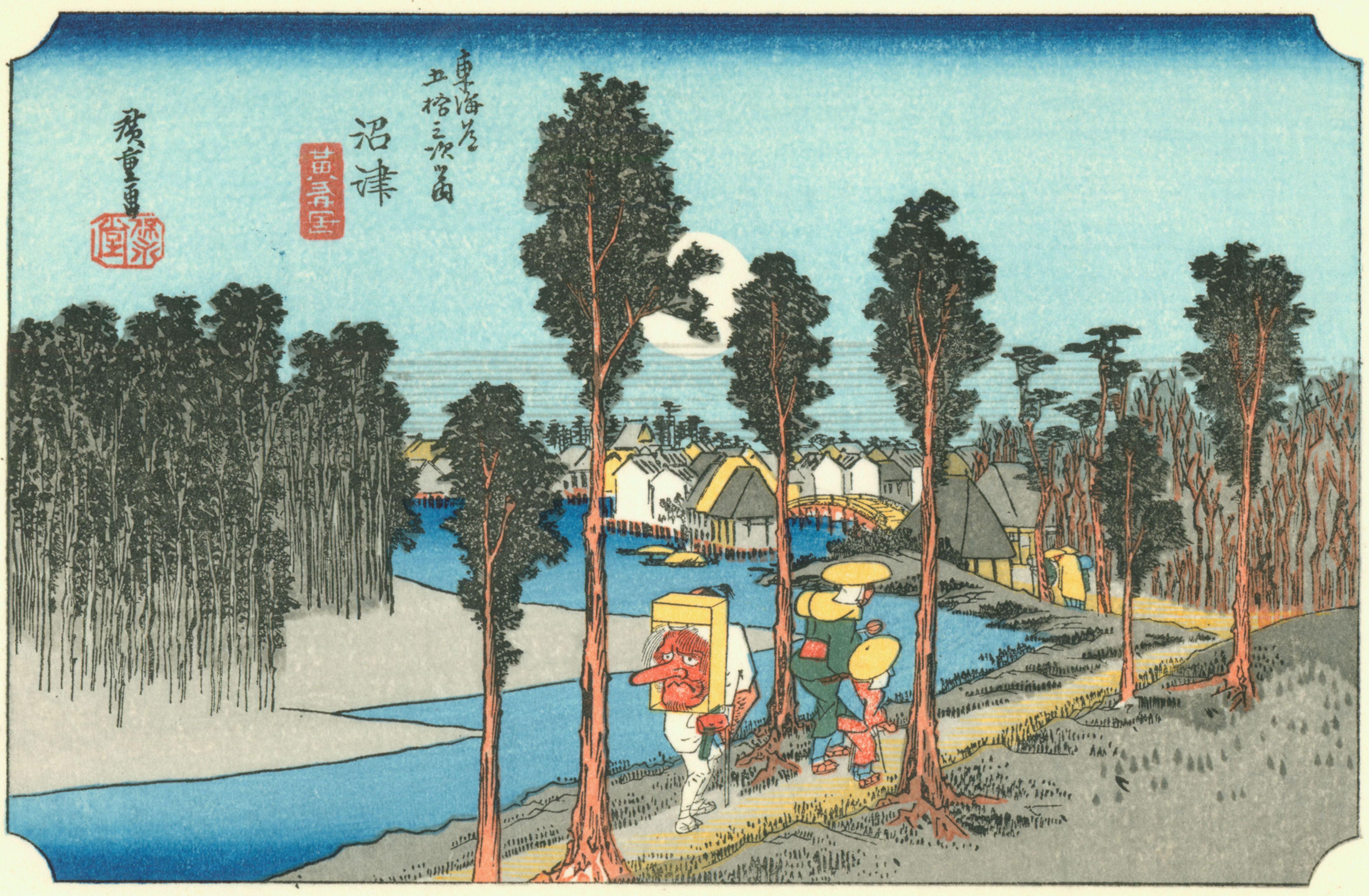
Hiroshige, Numazu, stampa 13, Dodicesima stazione delle Cinquantatré stazioni del Tōkaidō, 1833-34.

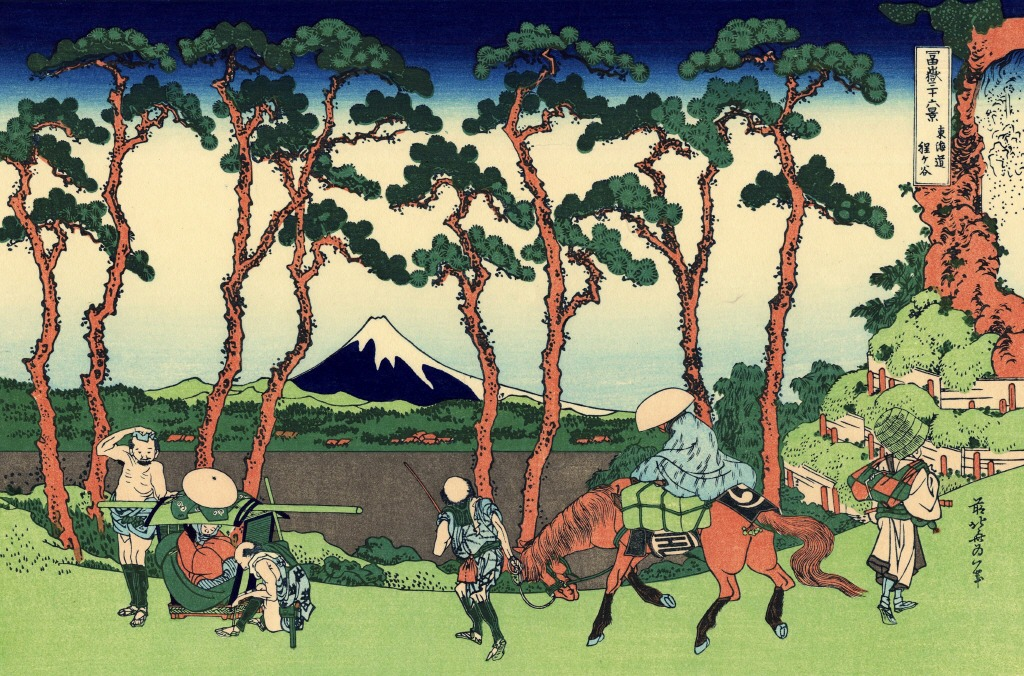
Hokusai, Hodogoya sulla strada di Tokaido, ultima delle Trentasei vedute del Monte Fuji, verso il 1830.

La serie dei Pioppi sembra legata al vivo interesse provato da Monet per l'arte giapponese soprattutto per l'incisione ukiyo-e, con cui aveva decorato la sua sala da pranzo a Giverny. In primo luogo, il tema stesso della serie è comune sia a Monet che ad Hokusai (le Trentasei vedute del Monte Fuji, 1831-1833) ed a Hiroshige (le Cinquantatré Stazioni del Tōkaidō), che egli ammirava particolarmente. Inoltre, gli alberi che sottolineano la riva del fiume ed i tronchi sinuosi, sembrano elementi comuni, come è stato messo in evidenza dalla mostra "Monet e il Giappone", che si è tenuta presso la National Gallery of Australia a Canberra nel 2001.

## La serie
| Illus. | Titolo                                                 | Museo                              | Città        | Paese         | Dimensioni (cm) | Anno | #     |
| ------ | ------------------------------------------------------ | ---------------------------------- | ------------ | ------------- | --------------- | ---- | ----- |
|        | Pioppi vicino a Giverny, tempo coperto                 | Moa Museum Art                     | Atami        | Giappone      | 92 × 73         | 1891 | W1291 |
|        | Pioppi al bordo dell'Epte, effetto di sera             |                                    |              |               | 100 × 65        | 1891 | W1292 |
|        | Fila di Pioppi                                         | Collezione privata                 |              |               | 100 × 65        | 1891 | W1293 |
|        | Pioppi al bordo dell'Epte, effetto di sole al tramonto |                                    |              |               | 100 × 65        | 1891 | W1294 |
|        | Pioppi, la calare del sole                             |                                    |              |               | 102 × 62        | 1891 | W1295 |
|        | Pioppi sul bordo dell'Epte, crepuscolo                 | Museum of Fine Arts                | Boston       | USA           | 100 × 65        | 1891 | W1296 |
|        | Pioppi sul bordo dell'Epte, autunno                    | Collezione privata                 |              |               | 100 × 65        | 1891 | W1297 |
|        | I Pioppi, effetto bianco e giallo                      | Philadelphia Museum of Art         | Philadelphia | USA           | 100 × 65        | 1891 | W1298 |
|        | Pioppi sul bordo dell'Epte, tempo coperto              |                                    |              |               | 91 × 81         | 1891 | W1299 |
|        | I Pioppi sul bordo dell'Epte                           | Tate Modern                        | Londra       | Gran Bretagna | 92,4 × 73,7     | 1891 | W1300 |
|        | I Pioppi                                               |                                    |              |               | 116 × 73        | 1891 | W1301 |
|        | Effetto di vento, serie dei Pioppi                     | Museo d'Orsay                      | Parigi       | Francia       | 100 × 73        | 1891 | W1302 |
|        | "I tre alberi, tempo grigio"                           | Collezione privata                 |              |               | 92 × 73         | 1891 | W1303 |
|        | "I tre alberi, primavera"                              | Collezione privata                 |              |               | 92 × 73         | 1891 | W1304 |
|        | "I tre alberi, estate"                                 | The National Museum of Western Art | Tokyo        | Giappone      | 92 × 73,5       | 1891 | W1305 |
|        | Tre Pioppi, effetto d'autunno                          | Collezione privata                 |              |               | 92 × 73         | 1891 | W1306 |
|        | I Pioppi, tre alberi rosa, autunno                     | Philadelphia Museum of Art         | Philadelphia | USA           | 93 × 74,1       | 1891 | W1307 |
|        | "I tre alberi, autunno"                                | Collezione privata                 |              |               | 92 × 73         | 1891 | W1308 |
|        | "I quattro alberi"                                     | Metropolitan Museum of Art         | New York     | USA           | 81,9 × 81,6     | 1891 | W1309 |
|        | Pioppi sul bordo dell'Epte                             | National Gallery of Scotland       | Édimbourg    | Scozia        | 81,8 × 81,3     | 1891 | W1310 |
|        | I Pioppi, autunno                                      |                                    |              |               | 80 × 92         | 1891 | W1311 |
|        | Pioppi sul bordo dell'Epte, vista della palude         | Collezione privata                 |              |               | 88 × 93         | 1891 | W1312 |
|        | "Pioppi, vista della palude"                           | Fitzwilliam Museum                 | Cambridge    | Gran Bretagna | 90 × 93         | 1891 | W1313 |